# メリク (オゴデイ家)
メリク（モンゴル語: Melik、中国語: 滅里、生没年不詳）は、チンギス・カンの子のオゴデイの息子で、モンゴル帝国の皇族。『元史』などの漢文史料では滅里・蔑里、『集史』などのペルシア語史料ではملکMelikと記される。

## 概要
『集史』「オゴデイ・カアン紀」によると、メリクはカダアン・オグルと同様にオゴデイ・カアンとエルゲネとの間に生まれ、オゴデイのオルドでダーネシュマンド・ハージブに育てられたという。
メリクの息子に関する記述は史書ごとに相違があり、まず『集史』はトゥマン、トガン・ブカ、トガンチャル、トガン、トルチャン、クトゥルグ・トグミシュら6人がいたと記すが、『五族譜』はこれにアブドゥッラー、トクらを加えて11人の息子がいたとする。一方、『元史』「宗室世系表」ではメリクの息子がトク（脱忽）、その息子がアブドゥッラー（俺都剌）、その息子がトゥマン（禿満）だとする。
『元史』の記述に従えばトク〜トゥマンの三代が僅か20年で代替わりしたことになり不自然なため、トゥマン、アブドゥッラー、トクを兄弟関係にあるとする『五族譜』の記述が正しいと考えられている。

## メリク家の動向
メリクの兄のグユク・カンが亡くなり、トルイ家のモンケ・カアンが即位すると、モンケは対立関係にあったオゴデイ家を弾圧し、オゴデイ・ウルスを細分化してオゴデイ家諸王に再分配した。この時にメリクはオゴデイの初封地であるイルティシュ川流域を与えられ、これ以後イルティシュ川流域一帯はメリク家の遊牧地となった。
モンケ・カアンの弾圧によって弱体化していたオゴデイ・ウルスであったが、カシン家のカイドゥが台頭してきたことで再び勢力を拡大させるようになった。至元17年（1280年）、「シリギの乱」が勃発した際にはメリク家のトク大王が元の叛乱鎮圧軍に対して中立を宣言したが、後にシリギらと通謀していることが明らかになり、討伐を受けるという事件が起きている。この後メリク家はカイドゥ・ウルスに合流し、頭首位はアブドゥッラー大王を経てトゥマンに移った。しかしトゥマンの時代にカイドゥが亡くなってカイドゥ・ウルスは瓦解し、トゥマンは他の諸王とともに大元ウルスに投降せざるをえなくなった。
投降したトゥマンに対し、大元ウルスは「陽翟王」という王号を授け、イルティシュ河流域におけるメリク・ウルスの存続を認めた。メリク・ウルスはオゴデイ・ウルスの中でも比較的大勢力で、元末にメリク家のアルグ・テムルは「数十万」の兵を率いて叛乱を起こしたことが記録されている。

## メリク王家
- オゴデイ・カアン(Ögödei Qa'an ＞窩闊台,اوگتاى قاآن/Ūgtāī Qā'ān)
  - メリク大王(Melik ＞滅里/mièlǐ,ملک/Melik)
    - 陽翟王トゥマン(Tuman ＞禿満/tūmǎn,تومان/Tūmān)
      - 陽翟王クチュン(Küčün ＞曲春/qūchūn)
        - 陽翟王テムルチ(Temürči ＞帖木児赤/tiēmùérchì)
          - 陽翟王アルグ・テムル(Aruγ Temür ＞阿魯輝帖木児/ālŭhuī tiēmùér)
          - 陽翟王クトゥク・テムル(Qutuq Temür ＞忽都帖木児/hūdōu tiēmùér)

    - トガン・ブカ(Toγan Buqa ＞تگان بوقا/Togān Būqā)
      - オルクト(Olqut ＞اولوکتو/Ūlūktū)

    - トガンチャル(Toγančar ＞توغانچار/Tūghānchār)
    - トルチャン(Torčan ＞تورجان/Tūrjān)
    - トク大王(Toqu ＞脱忽/tuōhū,توقو/Tūqū)
    - アブドゥッラー大王(Abdullah ＞俺都剌/ǎndōulà,عبدالله/Abdullah)
      - アヤチ大王(Ayači ＞愛牙赤/àiyáchì)
        - 陽翟王タイピン(Taiping ＞太平/tàipíng)